# John Sterling
John Sterling (20 de julho de 1806 - 18 de setembro de 1844) foi um escritor britânico. Ele nasceu em Kames Castle, na Ilha de Bute e pertenceu a uma família de origem escocesa que migrou para a Irlanda durante o período Cromwelliano. Seu pai foi Edwar Sterling. Após estudar por um ano na Universidade de Glasgow, John Sterling entrou para o Trinity College, onde ele teve como tutor Julius Charles Hare. Em Cambridge, ele fez uma parte distinta nos debates da união e, se tornou um membro dos Apóstolos de Cambridge, formando amizades com Frederick Denison Maurice e Richard Trench.
Ele publicou em 1833 a obra Arthur Coningsby, uma novela que não atraiu a atenção do público, e seus Poems (poemas) (1839). Além disso, ele publicou Election, a Poem (1841) e Strafford, a Tragedy (1843), que também não obteve sucesso. Ele teve, no entanto, uma conexão firmemente estabelecida em 1837 com o Blackwood's Magazine, no qual ele contribuiu com uma variedade de artigos relevantes. Em 18 de Setembro de 1844, ele morreu em Ventnor, um ano após a morte de sua cônjuge.